# 针叶天蓝绣球
针叶天蓝绣球（学名：[Phlox subulata] 错误：{{Lang}}：文本有斜体标记（帮助）），为花荵科天蓝绣球属下的一个植物种。